# 奥匈帝国占领下的塞尔维亚

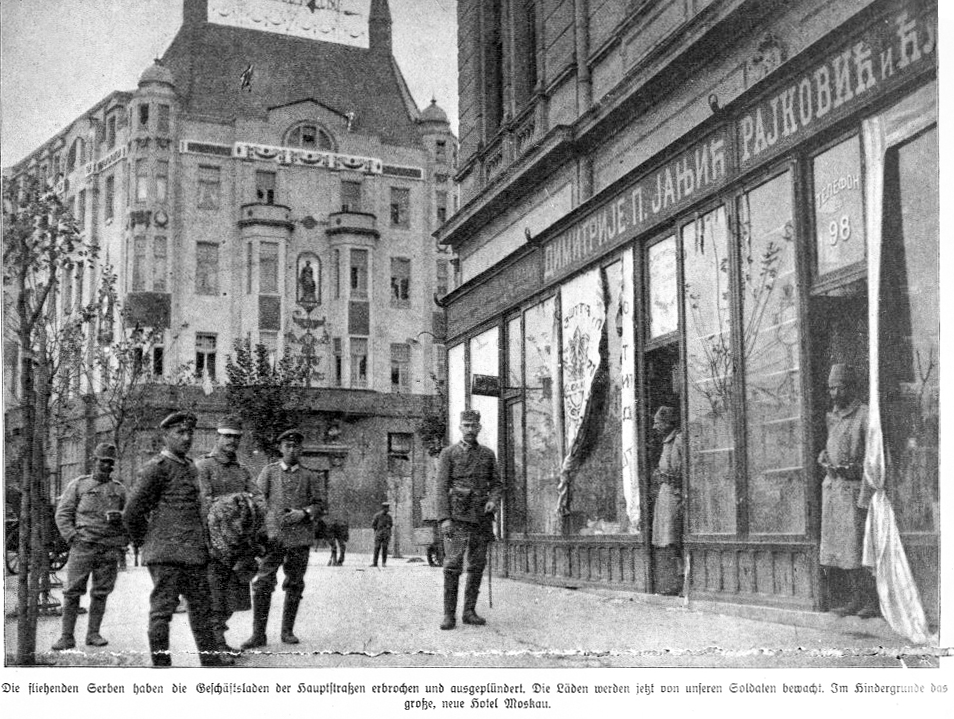
奧匈帝國占領下期間貝爾格勒街頭的奧匈軍隊

奥匈帝国占领下的塞尔维亚是1915年底至第一次世界大战结束期间奧匈帝國軍隊占领下的塞尔维亚王国。1914年7月28日，奥匈帝国对塞尔维亚宣战，一战正式开始。1914年8至12月间，奥匈帝国曾发动了3次攻势（塞爾維亞戰役），无一成功，1915年10月，奥匈军与德军发动联合攻势，从北部和西部击穿了塞尔维亚人的防线，保加利亞王國军队则从东边进攻塞尔维亚。至1916年1月，同盟國军队已占领塞尔维亚全境。
接着，塞尔维亚被分为两大块占领区，一是奥匈占领区，二是保加利亚占领区，两区均受军事管理。德方拒绝直接吞并任何塞尔维亚国土，转而控制住了两大占领区内的铁路、矿区、林业和农业资源。奥匈占领区包含了塞尔维亚北部四分之三的领土。1916年1月1日，奥匈帝国陆军建立皇家和王家塞尔维亚军事总督政府，作为占领区的行政部门，其首脑为军事总督，副总督是非軍人身份的专员。奥匈帝国皇帝弗朗茨·约瑟夫一世任命出生在克罗地亚的军官约翰·冯·萨利斯-齐维斯为首任军事总督。新组建的政府的目的是拆散塞爾維亞族人口，将塞尔维亚变为奥匈帝国的粮食产地，並控制其经济资源。
奥匈方在占领区建立了军事法律体制，禁止一切政治组织，禁止公众集会，将学校纳入控制范围，奥匈陆军还有权在占领区内展开戒严，抓捕人质，在惩罚性突袭中烧毁村庄，以公开执行绞刑以及即刻处决犯人等方式镇压起义行动。奥匈占领塞尔维亚期间曾将15万至20万名男性、女性以及儿童送进本国境内专门建立的拘留和集中营。
1918年9月，以塞尔维亚第2集团军和南斯拉夫志愿师先头部队的協約國军队打穿了萨洛尼卡战线（馬其頓戰役），迫使保加利亚于9月30日投降，很快，塞尔维亚便被協約國攻佔，至10月底，所有残余奥匈帝国军队全部撤退。至1918年11月1日，塞尔维亚的所有战前领土均被協約國军队佔領，奥匈帝国对塞尔维亚的占领告终。